# Poridat de poridades

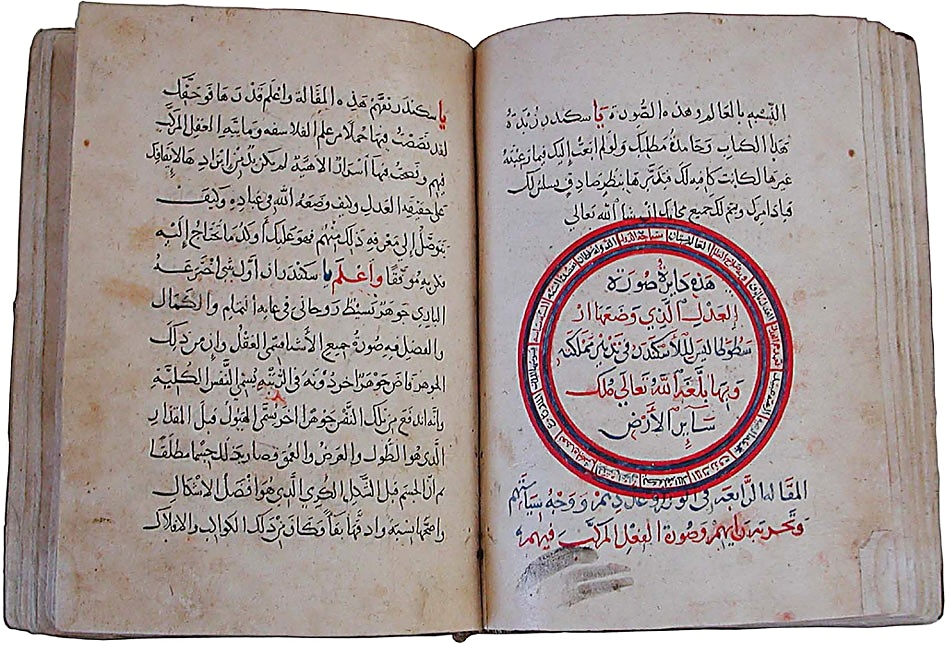
Una versión siria del Sirr al-asrar contemporánea al Poridat de poridades castellano.

El Poridat de poridades o Secretum Secretorum también conocido como el Sirr al-Asrar (en árabe: كتاب سر الأسرار‎), es un tratado pseudoaristotélico que pretende ser una carta de Aristóteles a su estudiante Alejandro Magno sobre una variedad enciclopédica de temas, incluyendo un regimiento de príncipes, ética, fisiognomía, astrología islámica, alquimia, magia, y medicina. La obra fue tan popular en su época que incluso ha sido llamada la más leída de la Edad Media.

## Versiones, ediciones, traducciones
Las ediciones más antiguas conservadas pretenden basarse en una traducción árabe del siglo IX desde una traducción siriaca, a su vez, de un perdido original griego. Pero los estudiosos modernos encuentran que lo más probable es que sea una obra de mediados del siglo X compuesta en árabe. 
Traducida al latín a mediados del siglo XII, influyó en los intelectuales europeos durante la Alta Edad Media y se distribuyó en Europa en dos versiones latinas, una corta más antigua y otra un poco posterior más larga. La versión breve, que apareció hacia 1145, centrada en la medicina, fue traducida por Juan de Sevilla, también conocido como Johannes Hispalensis o Hispanus entre 1112 y 1128, bajo el título De Regimine sanitatis (Del régimen de salud) o Epistula Alexandro de dieta servanda. La versión larga, de alrededor de 1220, fue traducida por Felipe de Trípoli (que ha sido identificado por Haskins con un canónigo del mismo nombre citado en los registros de los papas Gregorio IX e Inocencio IV.
La versión en castellano es un tratado didáctico en prosa de mediados del siglo XIII, perteneciente al género de la literatura sapiencial. Su contenido es fundamentalmente una colección de sentencias (atribuidas a las enseñanzas de Aristóteles a Alejandro Magno) traducidas directamente del libro de máximas árabe Sirr al-asrar, compilado en Siria por Yuhanna ibn al-Bitriq en el siglo IX.

## Análisis de la obra
La obra se presenta en forma de una larga carta que Aristóteles escribe a su discípulo Alejandro Magno para educarlo como hombre y como gobernante. Se trata de un libro de naturaleza sapiencial que toma la forma de un «espejo de príncipes» y supone una summa del conocimiento humano entendido (como lo era en la Edad Media), como un saber completo y acabado.
La Poridat de poridades proviene de la versión breve y, por tanto, consta de ocho tratados (además de un prólogo), que versan sobre temas muy variados. Aunque una parte significativa lo componen consejos para el buen gobierno, entre los cuales encontramos material sobre arte de la guerra y tácticas bélicas. En su contenido también se incluye un bestiario, un lapidario (que no proviene de la fuente árabe, sino del anónimo Libro de Alexandre), un tratado de fisonomía y otro de dietética e higiene, es decir, la medicina de la época.
Abundan en este regimiento de príncipes las consideraciones políticas y morales ligadas a la vida de la Corte. También aparece el arte de la astronomía, vinculado a las posibilidades esotéricas de adivinación del futuro, aunque estos materiales fueron suprimidos en las versiones latinas difundidas por Occidente. Lo heterogéneo de sus contenidos se debe a que el libro es el resultado de sucesivas adiciones. Una de sus partes adopta la forma epistolar, en forma de misivas en las que Aristóteles adoctrina sobre cómo el gobernante puede granjearse la bienquerencia de sus súbditos.

## Difusión
De las ya citadas dos traducciones al latín, la primera, en la versión breve de ocho capítulos, se atribuye al judío converso Juan el Hispano (Johannes Hispaniensis) en el siglo XII. La traducción al latín a partir de la versión extensa de diez capítulos fue realizada por el canónigo Felipe de Trípoli entre 1220 y 1230 con el título de Secretum secretorum (también conocido como Secreta secretorum) y se difundió con un éxito más que considerable (se han conservado unos doscientos manuscritos de esta versión) por todo el Occidente cristiano. Este texto fue modificado con respecto a la versión árabe en varios pasajes, y otros se eliminaron por el celo censor de la Iglesia respecto a materias consideradas peligrosas, en especial las referidas a artes adivinatorias y ciencias ocultas, presentes, sin embargo, en la traducción directa al castellano del árabe que lleva el título de Poridat de poridades. Roger Bacon glosó el Secretum secretorum alrededor de 1236 en su De retardatione accidentium senectutis. Y a mediados del XIII fue traducido al castellano en otra versión conocida como Secreto de los secretos.
También hubo una traducción del siglo XII al hebreo realizada en la península ibérica, bajo el título de Sód-ha-sódót, de la que parte la cadena de transmisión de este libro en lengua rusa.
La traducción al castellano, Poridat de Poridades, junto al Libro de los buenos proverbios y los Bocados de oro (otros dos libros de sentencias del siglo XIII), fue utilizada en una colectánea catalana, el Llibre de doctrina del rey Jaume d'Aragó (conocido también como Llibre de saviesa); hubo otra traducción al catalán, titulada Secret deis secrets, y también lo fue al castellano por la llamada Escuela de Traductores de Toledo de Alfonso X el Sabio, pues hay concurrencias de la obra tanto en las Partidas como en la General estoria.